# I. e. 399
Évszázadok: i. e. 5. század – i. e. 4. század – i. e. 3. század
Évtizedek: i. e. 440-es évek – i. e. 430-as évek – i. e. 420-as évek – i. e. 410-es évek – i. e. 400-as évek – i. e. 390-es évek – i. e. 380-as évek – i. e. 370-es évek – i. e. 360-as évek – i. e. 350-es évek – i. e. 340-es évek
Évek: i. e. 404 – i. e. 403 – i. e. 402 – i. e. 401 –  i. e. 400 – i. e. 399 – i. e. 398 – i. e. 397 – i. e. 396 – i. e. 395 – i. e. 394

## Események

### Görögország
- Athénban Szókratészt istentelenség és az ifjúság megrontásának vádjával elítélik. A filozófus a száműzetés helyett a méreggel való kivégzést választja.
- Spártában Lüszandrosz segítségével a bicegő II. Ageszilaosz lép trónra, miután törvénytelennek nyilvánítják a nemrég meghalt II. Agisz fiát, Leotükhidaszt (az apja állítólag az athéni Alkibiadész volt, akivel Agisz felesége megcsalta a királyt). Bár egy jóslat óvta a spártaiakat egy sánta királytól, Lüszandrosz ezt Leotükhidasz származására értelmezi. Lüszandrosz javasolja, hogy a királyt ezentúl válasszák és ne legyen automatikusan a hadsereg fővezére, de javaslata elbukik és elveszti II. Ageszilaosz barátságát is.
- Folytatódik a spártai-perzsa háborúskodás Kis-Ázsiában. Spárta legyőzi Éliszt.
- I. Arkhelaosz makedón királyt apródja (és szeretője) Kraterosz egy vadászat alkalmával meggyilkolja. Ezután négy napig Kraterosz foglalja el a trónt, míg Arkhelaosz kiskorú fia, Oresztész és a régens II. Aeroposz el nem űzi.

### Itália
- Rómában consuli jogkörű katonai tribunusok: Gnaeus Genucius Augurinus, Lucius Atilius Priscus, Marcus Pomponius Rufus, Gaius Duillius Longus, Marcus Veturius Crassus Cicurinus és Volero Publilius Philo.
- Szicíliában a görögök megalapítják Agirát.

### Egyiptom
I. Nefaarud csatában legyőzi és kivégezteti Amonardiszt, a 28. dinasztia fáraóját. Megalapítja a 29. dinasztiát és Mendeszbe helyezi a fővárost. A perzsa-spártai háborúban Spártát támogatja búzával és hajófelszereléssel. 

## Halálozások
- Szókratész görög filozófus (sz. i. e. 470)
- I. Arkhelaosz makedón király
- Amonardisz egyiptomi fáraó

## Fordítás
- Ez a szócikk részben vagy egészben  a(z)   399 v. Chr. című német Wikipédia-szócikk ezen változatának fordításán alapul.  Az eredeti cikk szerkesztőit annak laptörténete sorolja fel. Ez a jelzés csupán a megfogalmazás eredetét és a szerzői jogokat jelzi, nem szolgál a cikkben szereplő információk forrásmegjelöléseként.